# Piasta rowerowa
Piasta rowerowa – środkowa część koła rowerowego, która obraca się na osi przymocowanej do ramy. Do kołnierzy piasty są przymocowane szprychy, a w przypadku tylnego koła także wolnobieg i tylne zębatki.
Piasta przedniego koła ma prostszą konstrukcję, ponieważ ma umożliwić tylko swobodne obracanie się koła na osi. Piasta tylna musi również zapewnić poprawne działanie układu napędowego roweru.

## Konstrukcja i typy piast
Obie piasty w rowerze mają postać tulei, wewnątrz których znajdują się łożyska. Tuleje posiadają zwykle po dwa kołnierze z otworami do mocowania szprych.

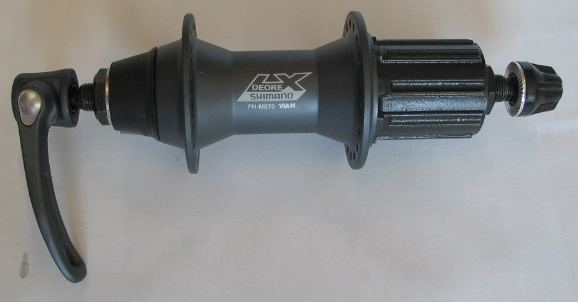
Tylna piasta Shimano LX z osią i bębenkiem do zamontowania kasety zębatek

 Tylna piasta zwykle jest dodatkowo zaopatrzona w mechanizm zapadkowy zwany wolnobiegiem. Są dwa systemy montażu wolnobiegu:
- zintegrowany w jedną część z tylnymi zębatkami
- ukryty w bębenku (potocznie zwanym orzechem), na który zakłada się kasetę z zębatkami lub każdą zębatkę oddzielnie. System z bębenkiem jest obecnie znacznie częściej spotykany, gdyż gwarantuje lepsze uszczelnienie piasty i możliwość wymiany zębatek bez konieczności rozbierania całej piasty.

Istnieją również piasty z wmontowanym dynamem zasilającym oświetlenie roweru, a także piasty z wewnętrznymi przerzutkami planetarnymi. Są to rozwiązania stosowane głównie w rowerach miejskich.
Niektóre rodzaje piast tylnych posiadają zamiast mechanizmu wolnobiegu tzw. torpedo – czyli rodzaj wolnobiegowej piasty rowerowej wyposażony w system hamulcowy uruchamiany poprzez cofnięcie pedałów.
Najprostszym typem piasty tylnej jest tzw. ostre koło, czyli układ w którym zębatka jest zamocowana bezpośrednio do piasty i zawsze obraca się razem z kołem. Piasty te wyposażone są w dodatkowy mniejszy gwint lewoskrętny pozwalający zablokować zębatkę nakrętką kontrującą.
Piasty do rowerów górskich różnią się dodatkowo rodzajami kołnierzy. W wersji do hamulców tarczowych posiadają one specjalnie wzmacniane kołnierze z dodatkowymi otworami do zamocowania tarcz, zaś w wersji zwykłej posiadają one normalne kołnierze służące wyłącznie do mocowania szprych.

## Rodzaje łożyskowań osi piasty
Piasty różnią się wieloma szczegółami budowy, między innymi sposobem łożyskowania osi: 
- najtańsze piasty posiadają zwykle dwa proste łożyska kulkowe. Bieżnie zewnętrzne tych łożysk są utworzone przez odpowiednio ukształtowane wewnętrzne powierzchnie piasty. Bieżniami wewnętrznymi (konusami) są nakrętki w kształcie stożków. Pomiędzy bieżniami umieszczone są kulki, zazwyczaj bez koszyka. Luz łożysk reguluje się, pokręcając stożki. Po uzyskaniu odpowiedniego luzu położenie stożków zabezpiecza się nakrętkami kontrującymi.
- piasty na łożyskach maszynowych posiadają zwykle dwa standardowe łożyska kulkowe. Nakrętki kontrujące mocują tylko łożyska i nie można za ich pomocą regulować docisku kulek do bieżni. Zaletą tego rozwiązania jest to, że po zużyciu się łożysk można je wymontować i wstawić nowe. Wadą jest duża masa takich piast i mała trwałość łożysk, które nie są projektowane specjalnie do przenoszenia obciążeń występujących w trakcie jazdy rowerem.
- piasty pakietowe – posiadają one specjalnie projektowane dla rowerów zespoły od 3 do 5 łożysk. Układ i konstrukcja łożysk jest tak dobrana, aby zoptymalizować ich masę i zapewnić jak najdłuższą ich pracę. Niektóre rodzaje takich piast są nierozbieralne, inne można rozłożyć na części – jednak wymiana poszczególnych łożysk jest kosztowna, gdyż nie są to łożyska standardowe i trzeba je nabywać u producenta piast. W tego rodzaju pakietach stosuje się nie tylko łożyska kulkowe, ale także baryłkowe, igłowe itp. Tego rodzaju łożyskowanie jest spotykane w najdroższych piastach do rowerów szosowych i górskich.

Oprócz tego istotną sprawą jest ochrona łożyska przed zanieczyszczeniem. Stosuje się w tym celu rozmaite uszczelki oraz systemy labiryntowe.

## Sposoby mocowania osi piasty do ramy
- mocowanie nakrętkami sześciokątnymi: Najprostszym sposobem jest mocowanie osi piasty do ramy zwykłymi nakrętkami. Takie mocowanie wiąże się z koniecznością każdorazowego odkręcania i przykręcania koła przy pomocy odpowiedniego klucza oraz wymaga przy przykręcaniu koła ustawienia go we właściwej pozycji i równomiernego dokręcania nakrętek po obu stronach, tak aby koło po przykręceniu było w osi symetrii ramy.
- mocowanie na „motylka”: jest to mocowanie nakrętkami skrzydełkowymi nie wymagającymi klucza do odkręcenia i przykręcenia.
- mocowanie dźwigienkowe: zwane jest ono także mocowaniem „Quick Release” (szybkozamykacz, potocznie 9QR). Składa się on z jednej nakrętki, która pełni funkcję kontry i regulacji siły zapięcia, pręta ze sprężynkami przechodzącymi przez środek wydrążonej osi piasty oraz dźwigni zaciskowej. Koło mocuje się przez przekręcenie dźwigni o 90 stopni w stronę koła. Po jednokrotnym wyregulowaniu zapięcia przy pomocy nakrętki kontrującej koło zdejmuje się i zakłada przy pomocy jednego, prostego ruchu odgięcia lub zagięcia dźwigienki. Zapięcia są wygodne i skuteczne. Ich właściwe wykonanie jest jednak trudne technicznie i dlatego są one stosunkowo drogie.
- oś przelotowa: nowa metoda mocowania koła, piasty w tym systemie nie posiadają miejsca montażowego, przechodzi przez nie oś zakończona gwintem, który wkręca się w przygotowane miejsca w ramie czy widelcu. System ten daje większą sztywność niż w mocowaniu dźwigienkowym, koło siedzi sztywniej i pewniej. Oś przelotowa występuje w różnych rozmiarach, od 15 mm/100 mm. 15 mm/110 (system boost) i 20 mm grubości (stosowane w amortyzatorach DH) dla przednich piast, oraz 12 mm/135, 12 mm/142, 12 mm/148 mm (system boost), 12 mm/150 mm, 12 mm/190 mm (fatbike) itp.

## Obsługa i regulacja piast
Obsługa piast sprowadza się w przypadku piast rozbieralnych – do jednego, dwóch  w ciągu roku przeglądów połączonych z demontażem piasty, oceną stopnia zużycia łożysk i nasmarowania ich. Piasty nierozbieralne nie wymagają żadnej obsługi. Jeździ się na nich do czasu aż się zużyją, a potem wymienia na nowe. Do smarowania piast przeznaczone są specjalne smary, które zwykle posiadają mniejszą lepkość od smarów stosowanych do łożysk samochodowych. 
Nawet piasty nierozbieralne wymagają od czasu do czasu regulacji. Regulacji dokonuje się za pomocą nakrętek kontrujących. Ustawia się za ich pomocą nacisk kulek na bieżnię. Przy zbyt silnym nacisku piasta obraca się za ciężko, a przy zbyt słabym ma luzy. Odpowiednio wyregulowana piasta powinna kręcić się lekko, ale bez luzów. Jeśli nie daje się osiągnąć takiego stanu, to najprawdopodobniej łożyska piasty są już nadmiernie zużyte lub wymagają wyczyszczenia i nasmarowania.